# Korostyšiv
Korostyšiv (in ucraino Коростишів?, in russo Коростышев?, Korostyšev) è una città ucraina (24 129 abitanti) situata nel distretto di Žytomyr, nell'oblast' di Žytomyr. Ospita l'amministrazione della comunità territoriale di Korostyšiv, una delle comunità territoriali dell'Ucraina.
Fino al 18 luglio 2020 Korostyšiv è stato il centro amministrativo del distretto di Korostyšiv, abolito come parte della riforma amministrativa dell'Ucraina, che ha ridotto a quattro il numero dei distretti dell'oblast' di Žytomyr. L'area del distretto di Korostyšiv è stata fusa nel distretto di Žytomyr.